# 4644 Oumu
A 4644 Oumu (ideiglenes jelöléssel 1990 SR3) a Naprendszer kisbolygóövében található aszteroida. Takahashi A.,  Vatanabe Kazuró fedezte fel 1990. szeptember 16-án.